# Morti nel 1204
| Questa pagina contiene informazioni ricavate automaticamente dalle voci biografiche con l'ausilio del template Bio e di un bot. L'aggiornamento è periodico e automatico e ricostruisce completamente la pagina. Se manca una persona in questa lista, sei pregato di non aggiungerla, ma accertati piuttosto che la sua voce biografica contenga il template Bio e che i dati anagrafici siano correttamente compilati. Se il template Bio manca, inseriscilo tu stesso o, in alternativa, metti l'avviso {{tmp\|Bio}} che ne segnala la mancanza. Se i dati riportati sono sbagliati, correggi direttamente la voce biografica; le modifiche saranno visibili in questa lista entro pochi giorni. Per chiarimenti vedi il progetto biografie. La lista contiene solo le 32 persone che sono citate nell'enciclopedia e per le quali è stato implementato correttamente il template Bio. Pagina aggiornata al 18 ago 2025. |

- 1º gennaio - Haakon III di Norvegia, re (n. 1182)
- 15 gennaio - Gerald FitzMaurice, I signore di Offaly, nobile irlandese
- 1º febbraio - Giobbe di Strigonio, arcivescovo ungherese
- 8 febbraio - Alessio IV Angelo, imperatore bizantino
- 8 febbraio - Nicola Canabo, imperatore bizantino
- 8 febbraio - Isacco II Angelo, imperatore bizantino (n. 1156)
- 1º aprile - Eleonora d'Aquitania, duchessa (n. 1122)
- 9 agosto - Maria di Champagne, sovrana francese (n. 1174)
- 11 agosto - Guttorm I di Norvegia, re (n. 1199)
- 12 agosto - Bertoldo IV d'Andechs, nobile tedesco
- 14 agosto - Minamoto no Yoriie, militare giapponese (n. 1180)
- 11 settembre - Godfrey de Luci, vescovo cattolico normanno
- 21 ottobre - Robert de Beaumont, IV conte di Leicester, nobile inglese
- 30 novembre - Emerico d'Ungheria, re (n. 1174)
- 6 dicembre - Obizio da Niardo, nobile
- 12 dicembre - Mosè Maimonide, filosofo, rabbino e medico (n. 1135)
- 12 dicembre - Waleran de Beaumont, IV conte di Warwick, nobile (n. 1153)
- 22 dicembre - Fujiwara no Shunzei, poeta e monaco buddista giapponese (n. 1114)
- Agnese di Hohenstaufen, nobile tedesca
- Alan fitz Walter, cavaliere medievale scozzese (n. 1140)
- Alessio V Ducas, imperatore bizantino
- Bernardo di San Pietro in Vincoli, cardinale e diplomatico italiano
- Nur al-Din al-Bitruji, astronomo e filosofo arabo
- Duncan II, conte di Fife, nobile e magistrato scozzese (n. 1154)
- Gevher Nesibe Khatun, principessa turca
- Michele Glica, storico, astrologo e teologo bizantino
- Guglielmo di Blois, scrittore, poeta e monaco cristiano francese
- Kulin il Bano, sovrano bosniaco
- Oleg III Svjatoslavič, nobile russo
- Ugo II di Saint-Omer, cavaliere francese
- Ugrino Csák di Strigonio, arcivescovo ungherese
- Pellegrino di Ortenburg-Sponheim, patriarca cattolico italiano